# إيتن- لور
إيتن- لور Etten-Leur  بلدية وبلدة بمقاطعة شمال برابنت، جنوبي هولندا.

## طوبوغرافيا
خريطة طوبوغرافية هولندية لبلدية كاوك، مارس 2014، (تقرأ بعد ثلاث نقرات على الخريطة).

## معرض صور

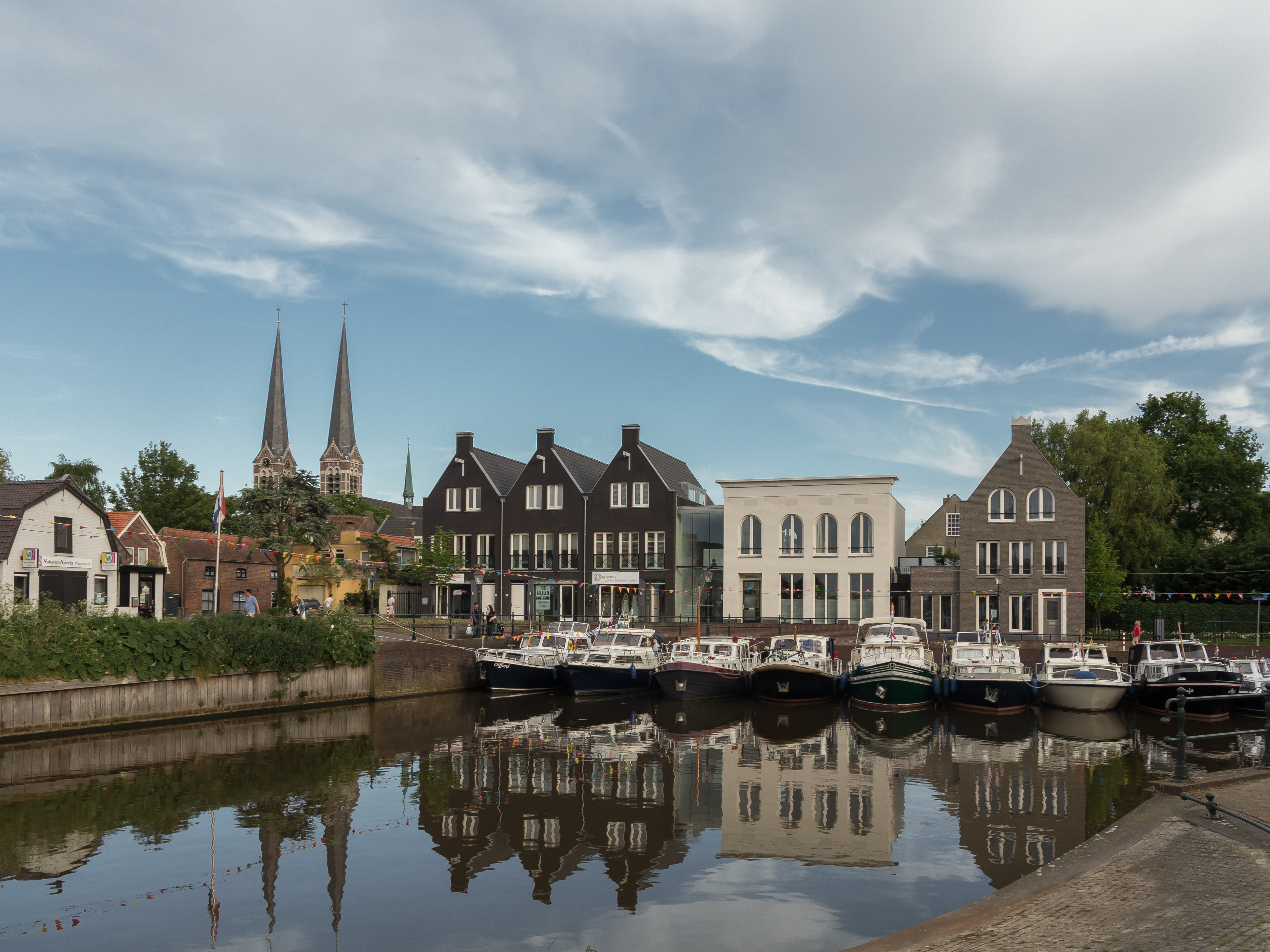
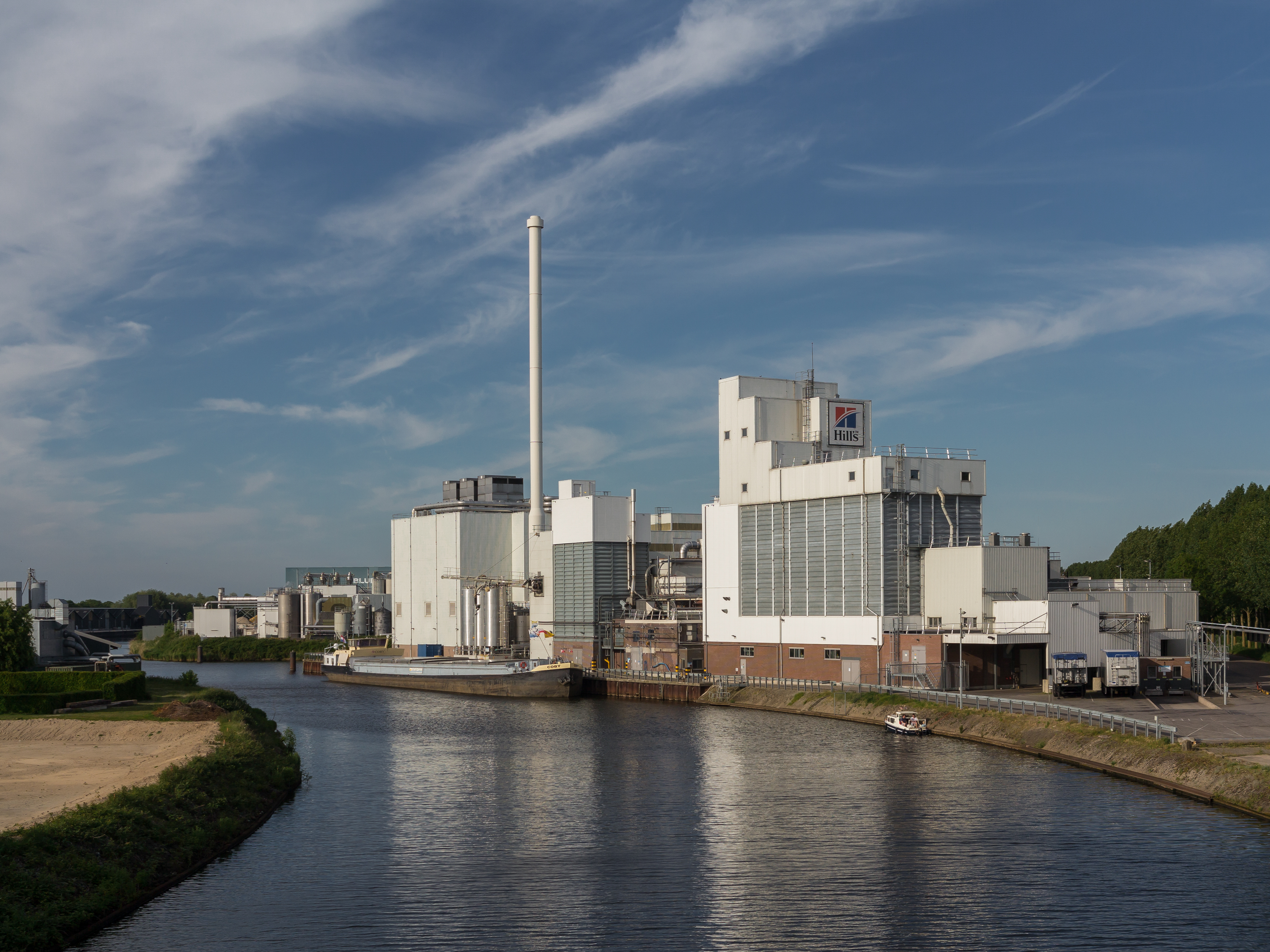
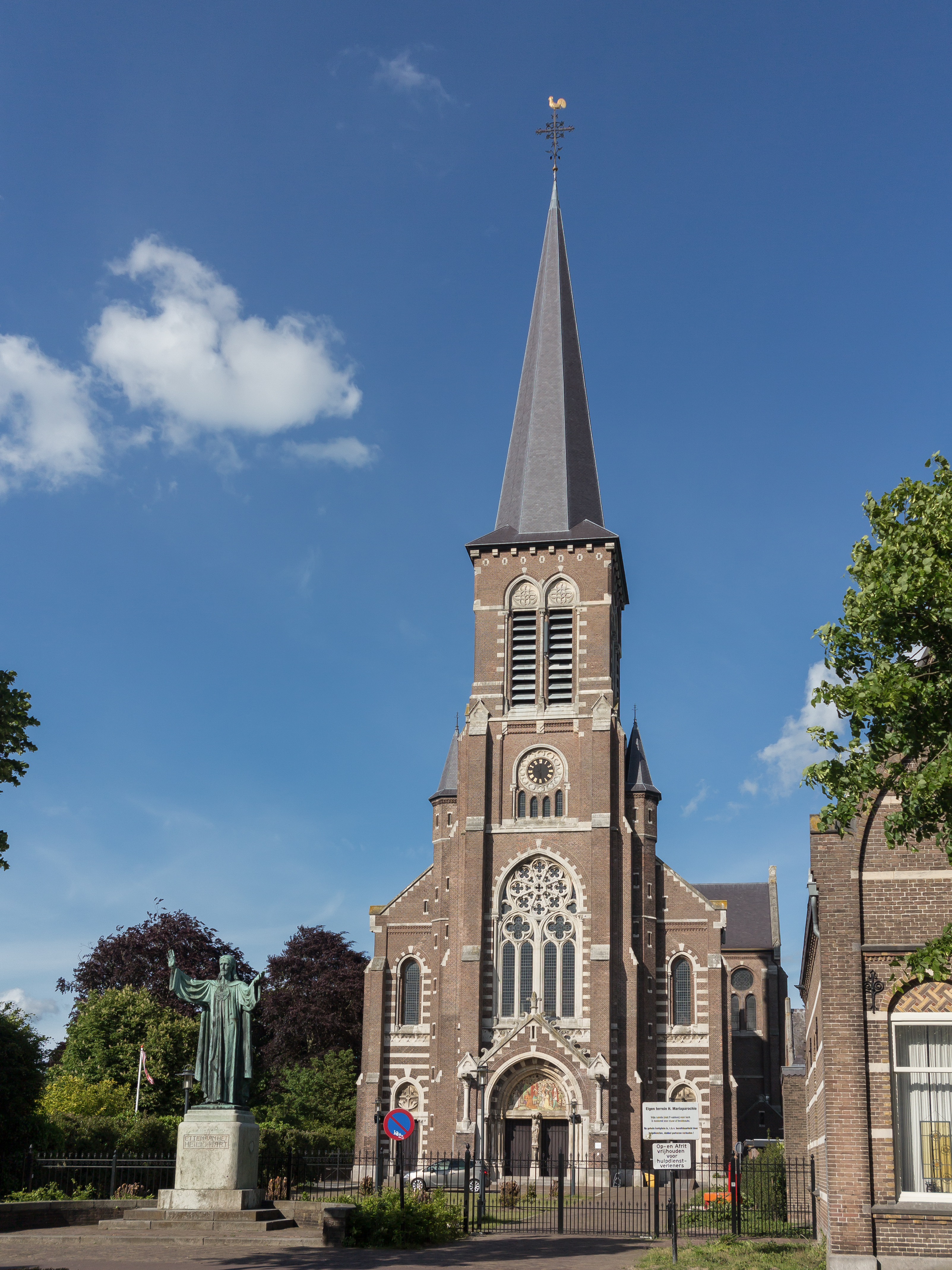
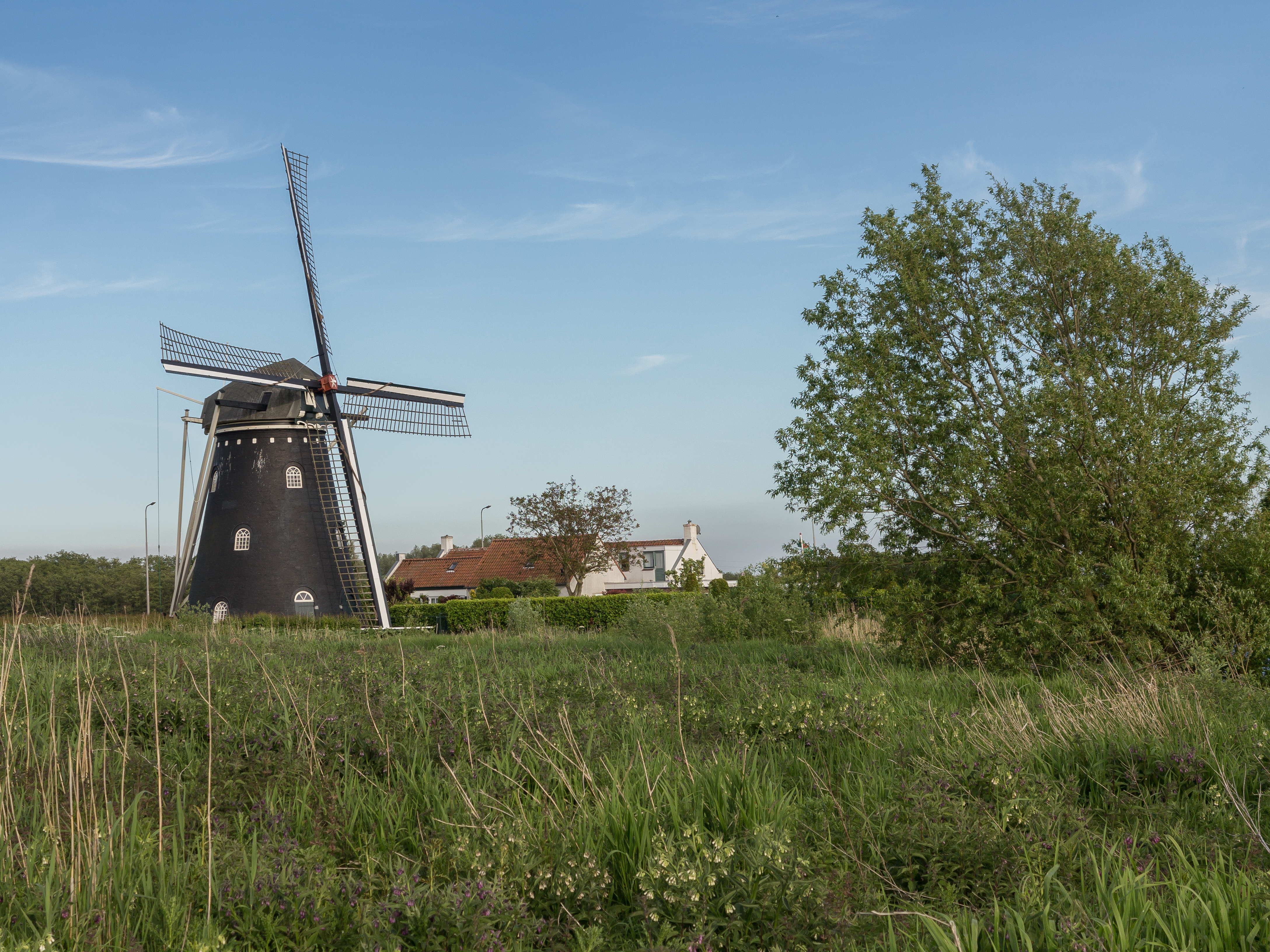

## توأمة
لإيتن- لور اتفاقيات توأمة مع:
- شياولياي